# Lucjusz I
Lucjusz I (ur. w Rzymie, zm. 5 marca 254 tamże) – święty Kościoła katolickiego, 22. papież w okresie od 25 czerwca 253 do 5 marca 254.

## Życiorys
Lucjusz, Rzymianin, był synem Porfiriusza. Pontyfikat Lucjusza przypada na poważne prześladowania chrześcijan. Wkrótce po wyborze został wygnany przez cesarza Treboniana Galla. Dopiero po śmierci cesarza, mógł bezpiecznie powrócić do Rzymu, gdzie czekał entuzjastyczny list od biskupa Cypriana, który gratulował papieżowi wytrwałości.
Popierał łagodniejszą praktykę pokuty. Był wyrozumiały wobec ludzi "upadłych", za co krytykowali go tzw. nowacjanie, zwolennicy antypapieża Nowacjana (251 – ok. 258).
Liber Pontificalis wskazuje, że gdy Lucjusz powrócił do Rzymu, za rządów nowego cesarza Waleriana, zginął śmiercią męczeńską w Rzymie. Jednak wg Katalogu Liberiusza zmarł śmiercią naturalną. Został pochowany w Katakumbach św. Kaliksta.
Jest czczony 4 marca.